# Parmotrema pancheri
Parmotrema pancheri är en lavart som först beskrevs av Hue, och fick sitt nu gällande namn av Hale. Parmotrema pancheri ingår i släktet Parmotrema och familjen Parmeliaceae.   Inga underarter finns listade i Catalogue of Life.